# AYAKASHI (曲)
『AYAKASHI』（アヤカシ）は、音楽ユニット・angelaの33作目のシングル。2023年7月5日にKING AMUSEMENT CREATIVEから発売された。

## 概要
- 前回シングル『RECONNECTION』から約半年ぶりのリリース。
- アニメ盤ジャケットはAYAKA -あやか-の登場人物の八凪幸人、沙川尽義、鞍馬春秋、伊吹朱の4人の描き下ろしイラストがプリントされており、期間限定版ジャケットはアーティスト写真がプリントされている。
- 期間限定盤にのみ、ボーナス・トラック「angelaのsparking!talking!show!あやかい出張版」が収録されている。ゲストとして八凪幸人役の上村祐翔が出演している。
- アニメ盤の初回製造分のみ、キャラクターカードが封入（全5種／ランダム1枚）。

## 収録曲
~アニメ盤~
| 全作詞: atsuko、全作曲: atsuko・KATSU、全編曲: KATSU。 |                               |        |               |      |
| #                                                      | タイトル                      | 作詞   | 作曲・編曲    | 時間 |
| 1.                                                     | 「AYAKASHI」                  | atsuko | atsuko・KATSU | 3:56 |
| 2.                                                     | 「AYAKASHI」(TV size version) | atsuko | atsuko・KATSU | 1:31 |
| 3.                                                     | 「AYAKASHI」(off vocal ver.)  | atsuko | atsuko・KATSU | 3:56 |
| 合計時間:                                              | 合計時間:                     | 9:25   |               |      |

~期間限定盤~
| 全作詞: atsuko、全作曲: atsuko・KATSU、全編曲: KATSU。 |                                                                          |        |               |       |
| #                                                      | タイトル                                                                 | 作詞   | 作曲・編曲    | 時間  |
| 1.                                                     | 「AYAKASHI」                                                             | atsuko | atsuko・KATSU | 3:56  |
| 2.                                                     | 「AYAKASHI」(TV size version)                                            | atsuko | atsuko・KATSU | 1:31  |
| 3.                                                     | 「AYAKASHI」(off vocal ver.)                                             | atsuko | atsuko・KATSU | 3:56  |
| 4.                                                     | 「angelaのsparking! talking! show! あやかい出張版」(Special Bonus Track) | atsuko | atsuko・KATSU | 31:45 |
| 合計時間:                                              | 合計時間:                                                                | 39:11  |               |       |

## 楽曲解説
1. AYAKASHI
アニメ「AYAKA -あやか-」オープニング
  - イントロの琵琶や音階にみられるように、和風テイストの入ったロックナンバー。
  - 歌詞の「渦」「波風」「This wave」、歌中の「衝動」や「無我夢中で」にみられるフォール、所々で挟まれる水滴や水の流れる音など、作品が水の物語故水が意識された楽曲である。
  - 歌詞は主人公の八凪幸人目線で描かれている[1]。
  - MVは雨の中でバンドメンバーとともに撮影が行われ、最初から決まっていたビルの屋上での撮影と作品のイメージに沿った海沿いで撮影が行われた[2]。